# Parbatthorax unicornis
Espèce
Parbatthorax unicornis est une espèce d'araignées aranéomorphes de la famille des Linyphiidae.

## Distribution
Cette espèce est endémique du Népal. Elle se rencontre dans le district de Parbat.

## Description
Le mâle holotype mesure 1,75 mm.

## Publication originale
- Tanasevitch, 2019 : A new erigonine genus from the Nepal Himalayas (Araneae, Linyphiidae). Turkish Journal of Zoology, vol. 43, no 2, p. 229-232.